# Mission Magic
Mission: Magic! est une série télévisée d'animation américaine en seize épisodes de 25 minutes produite par Filmation et diffusée du 8 septembre au 22 décembre 1973 sur le réseau ABC. Il s'agit d'une série dérivée d'une autre production du studio, The Brady Kids, mettant en vedette Rick Springfield.
Cette série reste inédite dans tous les pays francophones.

## Synopsis
The Adventurers Club est un groupe de lycéens composé de son leader Kim, une jeune fille dynamique, Vinnie, un new yorkais, Carol, une jeune fille romantique, Socks qui porte un drôle de chapeau et Harvey, le nerd de la bande. Tout ce beau monde est conseillé par madame Tickle, un professeur qui a des pouvoirs magiques lors de projets scolaires. Ils vivent des aventures extraordinaires avec Rick Springfield. Ils sont accompagnés du hibou de Rick surnommé Ptolemy. Chaque aventure est ponctuée de chansons.

## Distribution

### Voix originales
- Rick Springfield : lui-même
- Lola Fisher : Madame Tickle
- Howard Morris : Socks, Monsieur Samuels, Vinnie
- Erika Scheimer : Kim, Carol
- Lane Scheimer : Harvey, Franklin

## Épisodes
1. The Land of Backwards
2. Modran
3. Dissonia
4. Land of Hyde and Go Seek
5. The City Inside the Earth
6. 2600 A.D.
7. Something Fishy
8. Giant Steppes
9. Statue of Limitations
10. Will the Real Rick Springfield Please Stand Up?
11. Doctor Astro
12. Doctor Daguerreotype
13. Nephren
14. Modran Returns
15. Horse Feathers
16. A Light Mystery